# Tatsuya Nakamura (Musiker, 1965)

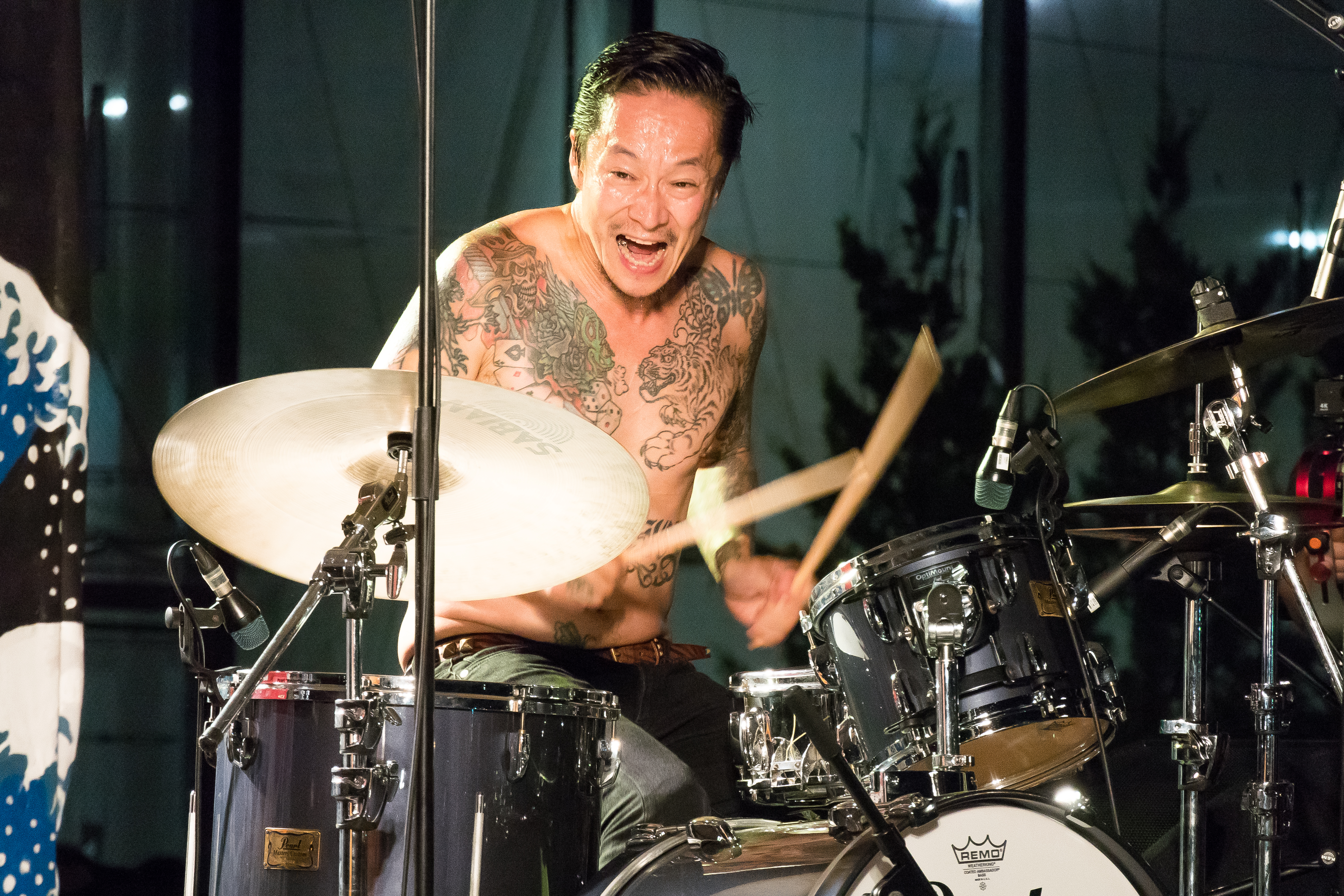
Tatsuya Nakamura (2016)

Tatsuya Nakamura (jap. 中村 達也, Nakamura Tatsuya; * 4. Januar 1965 in der Präfektur Toyama) ist ein japanischer Fusionmusiker (Schlagzeug, Komposition, auch Trompete) und Schauspieler.

## Wirken
Nakamura war bereits als Jugendlicher als Schlagzeuger in Bands wie Oxydoll, Genbaku Onanies, The Stalin, The God, Masturbation, Nickey & The Warriors oder The Star Club tätig. In Tokio bildete er 1990 mit Kenichi Asai und Toshiyuki Terui die Band Blankey Jet City, die bis 2000 aktiv war.
Nakamura schrieb seit 1996 die Musik für sein erstes Soloalbum. An diesem Album waren Musiker wie Asai, Terui, Ken Morioka und das Tokyo Ska Paradise Orchestra unter dem Namen Losalios beteiligt. Ab 2002 konzentrierte sich Nakamura auf dieses Projekt. 2003 wurde das Doppelalbum Buck Jam Tonic (mit John Zorn und Bill Laswell) veröffentlicht. 2006 gründete er Twin Tail mit Toshiyuki Terui, Yuji Katsui und anderen. Nakamura arbeitete auch unter dem Namen Friction with Reck. Daneben wirkt er als Filmschauspieler, zunächst für einen Film von Shin’ya Tsukamoto.

## Diskographische Hinweise
- The God Love Is God (ZC 1990)
- The Blankey Jet City C.B.Jim (Nonfixx 1993)
- Losalios Colorado Shit Dog (Wilddisc 2002)
- John Zorn, Bill Laswell, Tatsuya Nakamura Buck Jam Tonic (Wilddisc 2003)
- The Stalin  虫 (Tokuma 2003)
- Losalios The End of the Beauty (Columbia 2004)
- Twin Tail Everything Is Permitted (Wilddisc 2008)
- Bill Laswell, Tatsuya Nakamura, Hideo Yamaki Bass & Drums (P-Vine 2011)